# 國領二郎
國領 二郎（こくりょう じろう、1959年（昭和34年）7月19日 - ）は、日本の経営学者。2013年（平成25年）より慶應義塾常任理事。専門は経営情報システム。

## 人物
1959年（昭和34年）、アメリカ合衆国ニューヨーク州生まれ。港区立檜町小学校（現・港区立赤坂小学校）に通う。中学時代はイギリスの寄宿学校で過ごす。駒場東邦高等学校を経て、東京大学に入学。1982年（昭和57年）3月、東京大学経済学部経営学科卒業。同年4月、日本電信電話公社（現・日本電信電話、NTT）勤務。同社計画局、新規事業開発室などに在籍。1986年（昭和61年）、ハーバード・ビジネス・スクールに留学。1988年（昭和63年）、同大学院研究助手。同年、Master of Business Administration。1992年（平成4年）、経営学博士。同年、NTT企業通信システム本部勤務。
1993年（平成5年）4月、慶應義塾大学大学院経営管理研究科助教授。2000年（平成12年）4月、同教授。2003年（平成15年）、同大学環境情報学部教授。2004年（平成16年）6月、イー・アクセス（現・ワイモバイル）社外取締役（2012年〈平成24年〉12月まで）。2005年（平成17年）、慶應義塾大学SFC研究所所長（2009年〈平成21年〉まで）。2006年（平成18年）、同大学総合政策学部教授。2008年（平成20年）4月、ITホールディングス社外取締役（2010年〈平成22年〉6月まで）。2009年（平成21年）、総合政策学部長。2013年（平成25年）、慶應義塾常任理事。常任理事としての担当は、国際（主管）、IT（共管）、教育（共管）、研究（共管）、一貫教育校（共管）、湘南藤沢キャンパス（主管）。
一般社団法人経営情報学会、情報社会学会に所属。経営情報学会では2011年（平成23年）5月末まで会長を務め、情報社会学会では副会長を務める。そのほか、NTTデータ経営研究所のアドバイザー、船井情報科学振興財団理事、ユニバーサルメニュー普及協会理事、WNI気象文化創造センター評議員、日本サスティナブル・コミュニティ・センター顧問を務める。

## 受賞
- 1996年（平成8年） - テレコム社会科学賞（『オープン・ネットワーク経営』に対して）
- 1998年（平成10年） - 情報処理学会平成9年度Best Author賞（「サイバースペースの経済空間としての特性」, 「情報処理」Vol. 38, No.9, pp.764-771 に対して）
- 1999年（平成11年） - 経営情報学会1998年度論文賞（"The Role of 'Customer-to-Customer' Interaction on Computer Networks," (1998), Journal of the Japan Society for Management Information, Vol.7, No.3, Dec., pp19-33に対して）
- 2005年（平成17年）8月 - 情報文化学会賞・学術研究賞（「ITケイパビリティの著述・監修」）
- 同年10月 - 総務大臣賞（ユビキタスネット社会の推進への貢献に対して）
- 2007年（平成19年）11月 - 義塾賞（『創発する社会』『地域情報化　認識と設計』に対して）
- 2008年（平成20年） - 総務大臣賞（情報通信の発展への貢献に対して）
- 2013年（平成25年） - East Japan Earthquake." ITU Kaleidoscope Conference, 2013)
- 同年4月 - Best Paper Award（"Sustaining life during the early stages of disaster relief with a Frugal Information System: Learning from the Great.

## 著書
単著
- 『オープン・ネットワーク経営』日本経済新聞社, 1995年.
- 『オープン・アーキテクチャ戦略』ダイヤモンド社,1999年.
- 『オープン・ソリューション社会の構想』日本経済新聞社, 2004年.
- 『ソーシャルな資本主義』日本経済新聞出版社, 2013年.

共著
- Kokuryo, Jiro, 'The Impact of EDI-based quick response systems on logistics systems,' in G.Pogorel (ed.), Global Telecommunications Strategies and Technological Changes, Elsevier Science Publishers B.V., 1994, pp. 47-57.
- 國領二郎 　「ネットワーク上の顧客間インタラクション」,　高木晴夫・木嶋恭一編　『マルチメディア社会システムの諸相』　 日科技連出版社, 1997年,　51-72ページ.
- 國領二郎　「流通システムにおける「ことば」標準化の意味」,　嶋口充耀、竹内弘高、片平秀貴、石井淳蔵編　『マーケティング革新の時代-営業・流通革新』　有斐閣,　1999年,　424-449ページ.

ほか多数

## 論文
- Kokuryo, Jiro, "The Role of 'Customer-to-Customer' Interaction on Computer Networks," Journal of the Japan Society for Management Information, Vol.7, No.3, Dec 1998, pp. 19-33.
- 小川美香子、佐々木裕一、津田博史、吉松徹郎、國領二郎　「黙って読んでいる人達（ROM）の情報伝播行動とその購買への影響」 『マーケティングジャーナル』 Vol.22, No.4 2003年. 39-51頁.
- 國領二郎、野原佐和子 「電子多対多メディアによるコミュニケーショ ンに黙って参加している人たち（ＲＯＭ）の情報行動」『経営情報学会誌』　Vol.12, No.2, 2003年 37-46ページ.
- 國領二郎,　梅嶋真樹「プラットフォーム設計における個別利得の役割～公共交通機関を利用した中心市街地への消費者の来街促進事例～」『政策情報学会誌』 Vol. 3, No. 1, 2009年11月, 5-13頁。
- SAKURAI, Mihoko and Jiro KOKURYO, "Preparing for Creative Responses to Beyond Assumed Level Disasters: Lessons from the ICT Management in the 2011 Great East Japan Earthquake Crisis", Corporate Ownership & Control, Vol.10, issue 2 (Continued - 1), 2013. pp.195-206.
- Sakurai, M., Watson, R.T., Abraham, C. and Kokuryo, J.  "Sustaining Life During the　Early Stages of Disaster Relief with a Frugal Information System: Learning from the Great East Japan Earthquake," IEEE Communications Magazine (52:1), 2014, pp.176-185.

ほか多数